# Wayne Head
Das Wayne Head ist eine felsige Landspitze an der Nordostküste von Horseshoe Island vor der Fallières-Küste des Grahamlands auf der Antarktischen Halbinsel. Sie ist neben dem Gibbs Point eine der Begrenzungen der Einfahrt zur Gaul Cove.
Das Advisory Committee on Antarctic Names benannte sie 2011 nach Anthony Walter Wayne (geborener Kelczewski, 1915–2013) von der United States Navy, Teilnehmer an United States Antarctic Service Expedition (1939–1941) unter der Leitung des US-amerikanischen Polarforschers Richard Evelyn Byrd.